# Travis Dickerson
Travis Dickerson (...) è un produttore discografico, tastierista e cantante statunitense, meglio noto per le sue collaborazioni con Buckethead e Viggo Mortensen.
Ha fondato ed attualmente dirige la TDRS Music, uno studio di registrazione con la sua propria etichetta discografica con la quale ha pubblicato, tra gli altri, album di Bill Laswell, Jethro Tull, Viggo Mortensen, Linda Ronstadt e Vince DiCola. Dickerson suona la tastiera in molti degli album da lui registrati e degli artisti prodotti.

## Biografia
Cresciuto nel Michigan, all'età di dieci ha imparato a suonare il pianoforte. Negli anni successivi, si è trasferito a Los Angeles, tentò alcuni esperimenti musicali insieme al fratello e dove conobbe l'attore e musicista Viggo Mortensen, con il quale stabilì una profonda amicizia.
Buckethead e Dickerson si incontrarono a San Francisco, e Buckethead essendo insoddisfatto delle etichette discografiche maggiori, trovò una nuova casa per le sue svariate pubblicazioni nella TDRS Music. Dickerson ha suonato la tastiera in diverse registrazioni di Buckethead con il quale, nel 2001, formò i Thanatopsis, un gruppo che unisce suoni jazz e rock. Altri album di Buckethead che vedono la presenza di Dickerson con le sue tastiere sono Population Override e Chicken Noodles.
Dopo aver creato con Buckethead i Thanatopsis (insieme anche a Ramy Antoun) e i Gorgone (insieme anche a Pinchface), nel 2009 Dickerson ha pubblicato l'album di debutto Iconography, seguito tre anni dopo da The Owl Dives Through the Crescent Moon.

## Discografia

### Da solista
- 2006 – Chicken Noodles (con Buckethead)
- 2007 – Chicken Noodles II (con Buckethead)
- 2008 – The Dragons of Eden (con Buckethead e Brain)
- 2009 – Iconography
- 2012 – The Owl Dives Through the Crescent Moon

### Con i Thanatopsis
- 2001 – Thanatopsis
- 2003 – Axiology
- 2006 – Anatomize

### Con i Gorgone
- 2005 – Gorgone

### Produzione
- 1994 – Phil Alvin - County Fair 2000
- 1997 – Viggo Mortensen - One Less Thing to Worry About
- 1998 – Viggo Mortensen - Recent Forgeries
- 1998 – Susan James - Shocking Pink Banana Seat
- 1999 – Viggo Mortensen - The Other Parade
- 1999 – Death Cube K - Tunnel
- 1999 – Cobra Strike - 13th Scroll
- 1999 – Viggo Mortensen - One Man's Meat
- 2000 – Cobra Strike - Cobra Strike II
- 2001 – Buckethead - Somewhere Over the Slaughterhouse
- 2002 – Buckethead - Funnel Weaver
- 2003 – Viggo Mortensen - Pandemoniumfromamerica
- 2003 – Viggo Mortensen - The Other Parade (riedizione)
- 2004 – Viggo Mortensen - Please Tomorrow
- 2004 – Lindy Dickerson - Carry Me Away
- 2004 – Cornbugs - Brain Circus
- 2004 – Cornbugs - Donkey Town
- 2004 – Buckethead - Population Override
- 2004 – Viggo Mortensen - This, That, and the Other
- 2005 – Viggo Mortensen - Intelligence Failure
- 2006 – Buckethead - Crime Slunk Scene
- 2006 – Viggo Mortensen - 3 Fools 4 April
- 2007 – Viggo Mortensen - Time Waits for Everyone
- 2008 – Viggo Mortensen - At All
- 2008 – Alix Lambert & Travis Dickerson - Running After Deer
- 2008 – Buckethead - Albino Slug